# McAfee WebAdvisor
A McAfee WebAdvisor egy bővítmény különböző böngészőkhöz a McAfee-től, amely jelzi, hogy az adott webhely biztonságos-e, vagy sem.

## Funkciók
- Hibás kattintás elleni védelem

Megakadályozza a kártevő programok és az adathalász webhelyek betöltését.
- Elütés elleni védelem

Hibásan begépelt URL esetén.
- Biztonságosabb letöltések

Letöltéskor megvizsgálja a fájlokat, hogy biztosan vírusmentesek legyenek.
- Biztonság ellenőrzése

Tájékoztat a telepített vírusvédelmi szoftverek és tűzfal működéséről, illetve az általuk nyújtott védelemről.